# Arquibanco
Se llama arquibanco (de arca y banco) a un banco largo que tiene bajo el tablero sobre el que se sientan las personas uno o varios cajones a modo de arcas de modo que su tapa hace las funciones de asiento. Los arquibancos se fabrican con respaldo o sin él y se suelen colocar en los recibidores o habitaciones de entrada de las viviendas. 